# Peirosaurus
Peirosaurus is een geslacht van uitgestorven peirosauride Crocodylomorpha, bekend uit het Laat-Krijt (Laat-Maastrichtien) van Minas Gerais, Zuid-Brazilië. Het bevat als enige soort Peirosaurus torminni. Het is het typegeslacht van de familie Peirosauridae.

## Ontdekking
Peirosaurus is bekend van het holotype DGM 433-R, een fragmentarische schedel (linkerpremaxilla met vijf tanden, losse maxillaire en dentaire tanden en linkerpalpebrale) en gedeeltelijk postcraniaal skelet inclusief spaakbeen, ellepijp, linkerschaambeen en zitbeen, sommige presacrale en enkele caudale wervels, ribben, haemaalbogen en dermale platen. Het werd verzameld door Llewellyn Ivor Price in 1947-1949 in Price Quarry 3, Peirópolis-vindplaats in de buurt van Uberaba, in de Serra de Galga, lid van de Marília-formatie (Bauru Group), daterend uit het Laat-Maastrichtien van het Laat-Krijt, ongeveer 68-66 miljoen jaar geleden.
Een gedeeltelijke schedel en verschillende postcraniale elementen zoals wervels en dermale platen van de Bajo de la Carpa-formatie in Argentinië en een andere gedeeltelijke schedel en verschillende niet geprepareerde postcraniale elementen van de Anacleto-formatie, Argentinië, werden toegewezen door Gasparini, Chiappe en Fernandez (1991) en Praderio, Martinelli en Candeiro (2008). Echter, meer recentelijk concludeerden Agustín G. Martinelli, Joseph J.W. Sertich, Alberto C. Garrido en Ángel M. Praderio dat de eigenschappen die het holotype (uit Brazilië) en het toegewezen materiaal uit Argentinië verenigden, worden gedeeld met andere peirosauriden en enkele andere Mesoeucrocodylia. Ze hebben daaromde Argentijnse exemplaren toegewezen aan het nieuwe geslacht Gasparinisuchus, en hoewel overlappende materialen tussen de geslachten beperkt zijn tot de premaxilla en het gebit, kan Gasparinisuchus worden onderscheiden van Peirosaurus op basis van zijn brede, ronde rostrum, horizontaal korte premaxilla, verkleinde uitholling rond de neusgaten, en korte afstanden tussen de premaxillaire tanden. Vandaar dat Peirosaurus alleen nog bekend is van zijn holotype.

## Beschrijving
Peirosaurus heeft een ziphodont, dolkvormig, gebit dat enigszins heterodont is, namelijk twee tandvormen tonend met conische premaxillaire tanden en gekartelde maxillaire en achterste mandibulaire tanden. Het rostrum wordt zijdelings samengedrukt met een hiaat tussen het bovenkaaksbeen en premaxilla om plaats te bieden aan een vergrote onderkaak. Er is ook een wigvormige voorste tak van het bovenkaaksbeen. De uitwendige neusgaten wijzen iets naar voren en steken naar voren uit. De osteodermen van de rug zijn dun en versierd met lage kielen in de lengterichting, terwijl de buikplaten kleiner zijn en geen kielen hebben.
Peirosaurus deelt een aantal kenmerken met het nauw verwante geslacht Uberabasuchus, gevonden in een nabijgelegen plaats in Uberaba. Deze omvatten een vergelijkbaar patroon van tandgrootte en de grote voorste tak van het bovenkaaksbeen. Deze geslachten werden van elkaar onderscheiden doordat het rostrum van Uberabasuchus meer gecomprimeerd is dan dat van Peirosaurus, dat relatief breed is. Het rostrum is echter niet bewaard in het holotype van Peirosaurus. De verwijdering van MOZ 1750 PV (die het rostrum wel bewaarde) van het geslacht Peirosaurus suggereert een mogelijke synonymie tussen Peirosaurus en Uberabasuchus.
Hoewel veel van de kenmerken van de premaxilla en het gebit van Peirosaurus wijdverbreid zijn onder peirosauriden en vele Mesoeucrocodylia, worden verschillende exclusief gedeeld met Uberabasuchus en zijn dus niet niet waargenomen bij andere peirosauriden. Deze omvatten de relatief lange horizontale gezichtslengte van de premaxilla, de langwerpige en sterk naar voren en binnen gerichte bovenste binnenste tak van de premaxilla en de scherp afstekende en verhoogde rand van de uitholling rond de neusgaten. Er zijn verschillen tussen de twee taxa zoals verschillen in de relatieve dikte van dorsale osteodermen en de afwezigheid van denticula op de voorste snijrand van de eerste premaxillaire tand bij Peirosaurus, welke kenmerken ontbreken bij Uberabasuchus. Deze kenmerken worden echter als ondergeschikt beschouwd en hun taxonomische waarde is nihil als ze verklaard zouden kunnen worden door individuele variatie. Aangezien postcraniaal materiaal van zowel Peirosaurus als Uberabasuchus weliswaar bekend is, maar nog niet formeel is beschreven, worden ze voorlopig beschouwd als geldige taxa.